# IBM 3101
IBM 3101 表示装置（あいびえむさんいちまるいち、英文名：IBM 3101 ASCII Display Station）、IBM 3151/315X表示装置、IBM 3161/316X表示装置は、非同期シリアル通信で動く比較的安価な表示端末で、IBMおよびIBM以外のコンピューターに広く接続され、世界的には特にIBM社以外のミニコンピュータやIBM Series/1、IBM AIXコンピューターのデータ処理端末として多く利用されたが、日本ではあまり使われなかった。

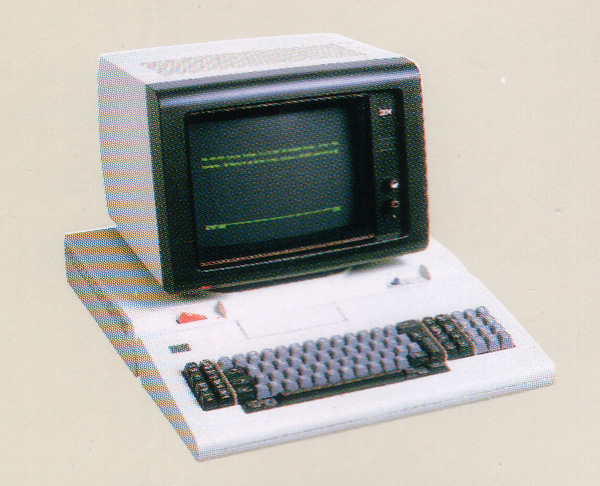
IBM 3101表示装置

## IBM 3101
IBM 3101表示装置は1979年に発表されて、次のような機能がある：
- 12インチCRTディスプレイ（色はグリーン）
- 80文字 x 24行 + ステータス表示行
- キーボード
- 非同期通信アダプター： 近距離接続またはモデム用EIA RS-232C、遠距離接続用EIA RS-422
- 通信速度：200/300～19, 200 bps
- 米国英語または世界の主な言語の１つ（日本語は半角英数字・カタカナ）

それまでのIBM製品の慣例に反して、次のような特徴があった：
- 多くのIBM以外の技術の利用
- 1台の３つのエレメント（ディスプレイ、キーボード、ロジック）をユーザーが交換できた
- ユーザー自身による設置
- メンテナンスはIBMのIBMメンテナンス所のみで
- 問題発見は、キーボードの中にある「問題追跡ガイド」を見てユーザーが自身で
- 販売のみ（多数台数販売にディスカウントあり）、リースはなし

IBM 3101表記装置は非同期通信機能で、IBMおよびIBM以外のさまざまなコンピューターに接続し、ディジタル・イクイップメント・コーポレーション (VT100など)、ワイズ・テクノロジー（Wyse Technology）などが競合する。IBM 3101はIBM社以外のミニコンピュータや特にIBM Series/1のデータ処理端末として広く使われた。 

### IBM 3102
IBM 3102 プリンターはIBM 3101の補助ポートに接続し、熱感紙を使って、横80文字・縦6行／インチを、毎秒40文字でプリントする印刷機で、各文字は5x7ドット・マトリックスである。

## IBM 3161/63
1985年に発表された。

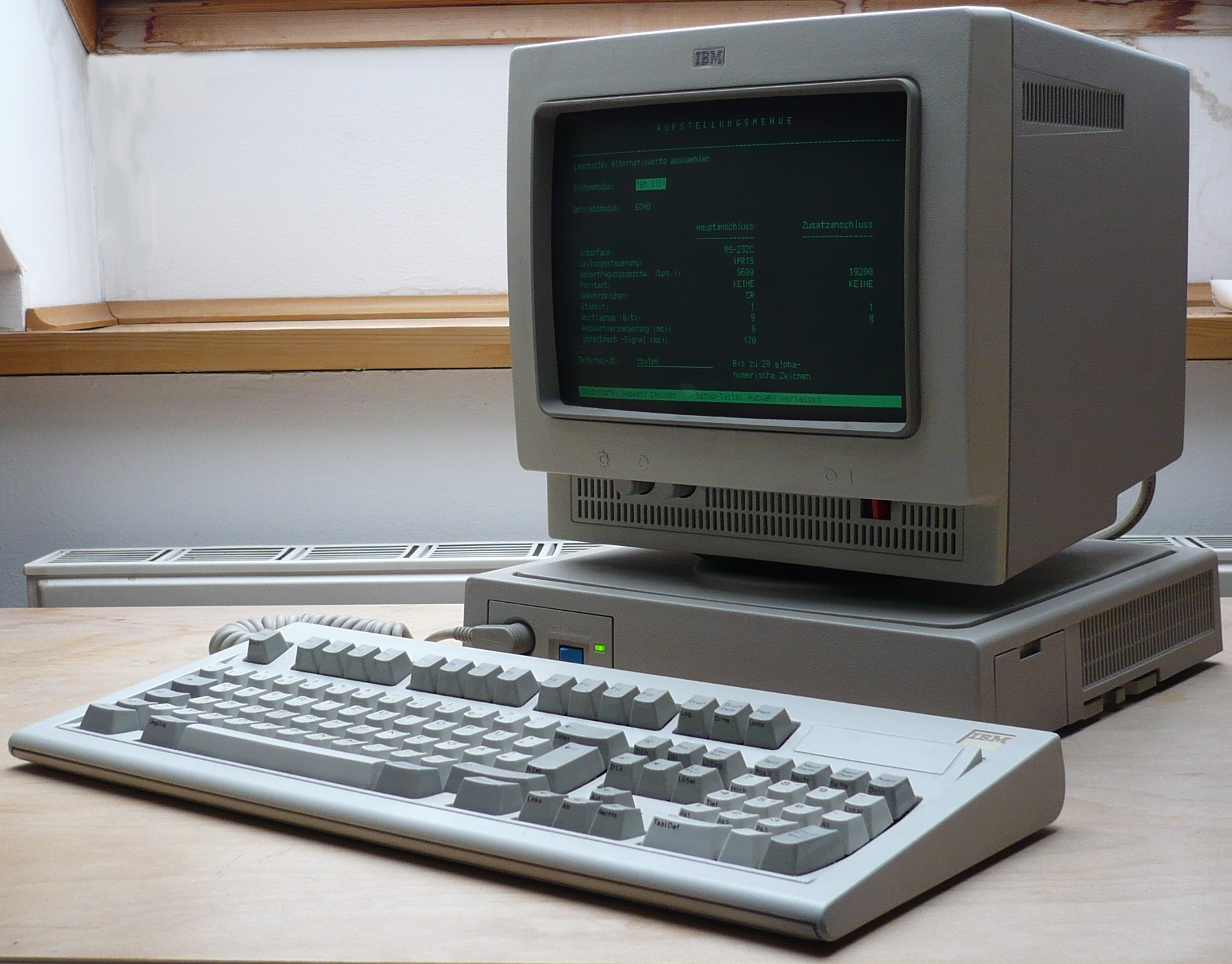
IBM 3161端末機、ドイツ語のセットアップ画面で

- 単色ディスプレイ、12インチCRT（IBM 3161）または14インチCRT（IBM 3163）
- 別売のカートリッジ（ロジック・エレメントに挿入）で、他社のASCIIディスプレイ端末機をエミュレーション：

ADDS社 Viewpoint、Hazeltine社 1500、Lear Siegler社 ADM 3A and ADM 5、and TeleVideo社 910

## IBM 3164
1986年に発表された。
- 14インチ・カラーCRTディスプレイ

## IBM 3151
1987年に発表された。
- 14インチCRTディスプレイ（単色グリーン、アンバー、ホワイトを指定｝
- 80または132文字 x 24行
- ２エレメント：ディスプレイ／ロジック、キーボード

オプションで、次のASCIIディスプレイ端末機をエミュレーション：
- Lear Siegler社 ADM-3A、ADM-5, ADDS社 Viewpoint A2、Hazeltine社 1500、Televideo社 TVI-910/910+、TVI-912、TVI-920、TVI-925、TVI-925E、IBM社 3101

日本IBMは日本デザイン振興会からこの端末装置に1988年度「グッドデザイン賞」を貰っている。 

### IBM 3152
IBM 3152カラー表示装置は、1992年にヨーロッパ・中近東・アフリカ向けのみに発表された。
キーボードは次の言語の選択ができた。 
- ASCII keyboard

US English, Belgian, Danish, Finnish, French, German, Italian, Greek, Norwegian, Portuguese, Spanish, Swedish, Swiss French, Swiss German, or UK English.
- PS/2 keyboard

US English, Belgian, Bosnian, Czech, Danish, Dutch, Finnish, French, German, Italian, Greek, Hungarian, Norwegian, Polish, Portuguese, Rumanian, Russian, Slovak, Slv/Croat/Sl, Spanish, Swedish, Swiss French, Swiss German, Turkish U, Turkish Q Hebrew, or UK English

### IBM 3153
IBM 3153 InfoWindow II表示装置は、1993年に発表された。

## 開発・製造・ユーザー
IBM 3101端末機、IBM 3151/315X表示装置、IBM 3161/316X表示装置の開発は、IBM通信製品部門（Communication Products Division）の藤沢開発研究所（のちに大和開発研究所）で行なわれ、さらにのちに英国・スコットランドのグリーノック開発部門に移って行なわれた。製造はノースカロライナ州リサーチ・トライアングル・パーク工場（キーボードのみはケンタッキー州IBMレキシントン工場）で南北米・アジア・太平洋地区向け、グリーノック工場でヨーロッパ・中近東・アフリカ向けが行なわれた。
海外では、おもにIBM社以外のミニコンピュータやIBM Series/1に接続して、商用・政府用・軍用のユーザーに広く使われた。日本で使ったユーザーは、少なかった。

## この影響
この表示装置をベースとして、後程IBM 8100ループ用のIBM 3104、IBM System/36用のIBM 5250ディスプレイ・サブシステムのIBM 5291、IBMシステム/360接続用のIBM 3270ディスプレイ・サブシステムのIBM 3178/3179が、低価格表示装置として開発された。

## 参照項目
- IBM Series/1、ミニコンピュータ
- IBM 5250 & IBM 3270
- List of IBM products
- ディジタル・イクイップメント・コーポレーション、VT100